# Mummenschanz (Roman)
Mummenschanz (Originaltitel: Maskerade) ist der achtzehnte Scheibenwelt-Roman von Terry Pratchett aus dem Jahr 1995. Ort der Handlung ist größtenteils das Opernhaus von Ankh-Morpork. Mummenschanz gehört zu den Hexengeschichten, weshalb Esme Wetterwachs und Nanny Ogg die Protagonisten sind. Agnes Nitt, die ihr Debüt in Lords und Ladies hatte, bekommt erstmals eine tragende Rolle. Sie ergänzt künftig, nach dem Ausscheiden von Magrat Knobloch, das Lancresche Hexentrio. Die Handlung lehnt sich eng an das Musical Das Phantom der Oper von Sir Andrew Lloyd Webber an.

## Handlung
Wegen der Heirat von Magrat Knoblauch mit König Verence ist der einstige Hexenzirkel von Lancre zerfallen. Ohne Magrat fehlt der Part, auf den Oma Wetterwachs verbal einprügeln kann, und sie fällt in eine tiefe Sinnkrise. Ihre Freundin Nanny Ogg macht sich Sorgen und hofft, Agnes Nitt als neues Mitglied für den Hexenzirkel zu gewinnen. Diese ist allerdings nach Ankh-Morpork gezogen, um Karriere als Opernsängerin zu machen. Im Teesatz sieht Nanny jedoch eine unheilträchtige Zukunft für Agnes.
Oma Wetterwachs entdeckt indes, dass Nanny Ogg unter dem Pseudonym „Eine Hexe aus Lancre“ ihre Sammlung aphrodisischer Kochrezepte an einen Verlag geschickt und veröffentlicht hat. Ein Blick auf die Auflagenzahl offenbart, dass der Verleger mit dem Buch „Froide für den Gaumen und niche nur dafür“ Tausende von Dollar verdient, während er Nanny ein Honorar von lediglich 2,87 Ankh-Morpork-Dollar gezahlt hat. Um ein angemessenes Honorar einzufordern, reist das Hexenduo in die Großstadt. Nebenbei hoffen die beiden, dabei ein Auge auf Agnes werfen zu können.
Unter dem Künstlernamen „Perdita“ hat Agnes ihre Karriere als Sängerin im Opernhaus begonnen. Ein Stimmumfang von drei Oktaven und die Fähigkeit, mit sich selbst Duett zu singen, macht sie zum Liebling des Musikdirektors. Der Opernhausbesitzer bevorzugt allerdings die gesanglich völlig unbegabte, aber deutlich attraktivere Christine, deren Vater mit einer großzügigen Spende das Opernhaus unterstützt. So muss Perdita aus der zweiten Reihe ihre Stimme auf Christine projizieren und diese erntet den Applaus. Zudem treibt nachts der Operngeist sein Unwesen und es geschehen seltsame Morde.
Unter Einsatz des ganzen gerade eingetriebenen Autorenhonorars und mit Hilfe des Star-Tenors Enrico Basilica gelingt es den Hexen, den Operngeist zu stellen. Danach treten die beiden älteren Hexen die Rückfahrt nach Lancre an. Agnes erkennt ihre wahre Bestimmung und kehrt ebenfalls heim ins Königreich Lancre, um dem Hexenzirkel beizutreten.

## Ausgaben
- Taschenbuch. Ins Dt. übertr. von Andreas Brandhorst. Goldmann, München 1997, ISBN 3-442-41593-4 (deutsche Erstveröffentlichung).
- Radiofassung in fünf Folgen. Bearbeitet von Renate Greinacher. Südwestrundfunk 2004[1]
- Gekürztes Hörbuch. Gelesen von Katharina Thalbach. Schall & Wahn, Bergisch Gladbach 2008, ISBN 3-86604-941-2